# Città di Capo Verde
Lista di città di Capo Verde.

## Lista
- Praia (capitale)
- Mindelo
- Assomada
- Porto Novo
- São Filipe
- Pedra Badejo
- Tarrafal
- Espargos
- Ribeira Brava
- Calheta de São Miguel
- Vila do Maio
- Ribeira Grande
- Cidade Velha
- Sal Rei
- São Domingos
- Pombas
- Nova Sintra
- Ponta do Sol
- Santa Maria
- Mosteiros
- Cova Figueira
- João Teves
- Picos
- Tarrafal de São Nicolau